# Santa Fe de Yapacaní
Santa Fe de Yapacaní – miasto w Boliwii, w departamencie Santa Cruz, w prowincji Ichilo.